# Julie Hoyle
Julie Hoyle (Sydney, 27 marzo 1938) è un'ex nuotatrice britannica.
Specializzata nel dorso, ha partecipato ai Giochi di Melbourne 1956, gareggiando nei 100m dorso.